# 紙人形春の囁き
『紙人形春の囁き』（かみにんぎょうはるのささやき）は、1926年（大正15年）製作・公開、溝口健二監督による日本の長篇劇映画、現代劇のサイレント映画である。同監督の現存しない作品のひとつである。日本映画データベースでの表記「紙人形の春の囁き」は誤りである。

## 略歴・概要
関東大震災以前、日活向島撮影所で助監督であった時代に師事した田中栄三のオリジナル脚本を溝口健二が監督した作品である。田中栄三がかつて1922年（大正11年）に向島で監督し、「革新的映画」と呼ばれた『京屋襟店』の美術デザイナー・亀原嘉明が、当時向島のグラスステージに店舗のセットを設計・構築したのと同様に、亀原は日活大将軍撮影所の大ステージに家を一軒構築した。
本作は、1926年（大正15年）2月28日、日活本社の配給により浅草公園六区の三友館を皮切りに全国公開された。同年のキネマ旬報ベストテンで第7位を獲得する評価を得、山本嘉一の娘役で出演した梅村蓉子の出世作となった。本作で「相撲取」役で出演している根岸東一郎は、2年後の1928年（昭和3年）、牧野省三が監督した『雷電』では、大関・雷電爲右エ門役で主演しており、同年、映画監督にもなった。
本作の上映用プリント、ネガ原版等は、いずれも東京国立近代美術館フィルムセンターに所蔵されておらず、いずれもマツダ映画社の「主な所蔵リスト」には掲載されていない。現在、鑑賞することのできない作品である。

## あらすじ
両国の糸屋の娘・お種は、象牙細工屋の息子・純夫と恋人同士になる。純夫がパリへ留学した後、お種は自分の妊娠に気づく。占いの結果では「大凶」と出たものの、お種は帰国した純夫と結婚する。だが、お種の父・半兵衛が急死し、純夫の実家も倒産する。またお種の出産後、純夫も病で死ぬ。

## スタッフ・作品データ
クレジットおよびデータは日本映画データベースの本項参照。
- 監督・編集 : 溝口健二
- 原作・脚色 : 田中栄三
- 撮影 : 横田達之
- 照明 : 鈴木柳太郎
- 装置（美術） : 亀原嘉明
- 字幕 : 小栗美二
- 助監督 : 三上良二
- 撮影助手 : 中山良雄

- 製作 : 日活大将軍撮影所新劇部
- 上映時間（巻数 / メートル） : 99分[1]（11巻 / 2,731メートル）
- フォーマット : 白黒映画 - スタンダードサイズ（1.37:1） - サイレント映画
- 初回興行 : 浅草・三友館

## キャスト
- 山本嘉一 - 池田半兵衛
- 島耕二 - 長男・銀之助
- 梅村蓉子 - 妹・お種
- 市川春衛 - 乳母・中村お霜
- 岡田時彦 - 象牙商の息子・貝島純夫
- 宮部静子 - 女給・藤倉愛子
- 妹尾松子 - 柳橋芸者・松相模の小芳
- 笹谷源三郎 - 糸屋の老番頭・渡辺善兵衛
- 坂東三江紫 - 愛子の母・藤倉お辰
- 根岸東一郎 - 相撲取

## 関連書籍
- 『紙人形春の囁き』、田中栄三、文藝春秋社出版部、1928年 [10]

## 註
1. 1 2  Film Calculator換算結果、コダック、2010年2月25日閲覧。
2. 1 2 3  映画史探究 よみがえる幻の名作 日本無声映画篇、マツダ映画社、2010年2月25日閲覧。
3. 1 2 3  紙人形の春の囁き、日本映画データベース、2010年2月25日閲覧。
4. 1 2  『銀幕の顔』、清水晶、社会保険研究所、1991年9月 ISBN 4882492113, p.30-31.
5. 1 2 3 4  『日本映画発達史 II 無声からトーキーへ』、田中純一郎、中公文庫、1976年1月10日 ISBN 4122002966, p.38-39.
6. ↑  『日本映画発達史 I 活動写真時代』、田中純一郎、中公文庫、1975年12月10日 ISBN 4122002850、p.364-368.
7. ↑  根岸東一郎、
日本映画データベース、2010年2月25日閲覧。
8. ↑  所蔵映画フィルム検索システム、東京国立近代美術館フィルムセンター、2010年2月25日閲覧。
9. ↑  主な所蔵リスト 劇映画＝邦画篇、マツダ映画社、2010年2月25日閲覧。
10. ↑  紙人形春の囁き、国立国会図書館、2010年2月25日閲覧。